# Torrenova (Szicília)
Torrenova település Olaszországban, Szicília régióban, Messina megyében. Lakosainak száma 4492 fő (2023. január 1.). Torrenova Capo d’Orlando, Capri Leone, Militello Rosmarino, San Marco d’Alunzio és Sant’Agata di Militello községekkel határos.

## Népesség
A település lakossága az elmúlt években az alábbi módon változott:
| Lakosok száma | 4434 | 4446 | 4492 |
|               | 2017 | 2018 | 2023 |